# Brynvargspindel
Brynvargspindel (Alopecosa trabalis) är en spindelart som först beskrevs av Carl Alexander Clerck 1757.  Brynvargspindel ingår i släktet Alopecosa och familjen vargspindlar. Enligt den finländska rödlistan är arten nära hotad i Finland. Arten är reproducerande i Sverige. Artens livsmiljö är torra gräsmarker. Utöver nominatformen finns också underarten A. t. albica.